# Thabit ibn Qurra
Abu l-Hasan Thabit ibn Qurra ibn Marwan as-Sabi' al-Harrani, auch Tābit ibn Qurra (* 826 in Ḥarrān; † 18. Februar 901 in Bagdad; arabisch أبو الحسن ثابت بن قرة بن مروان الصابئ الحراني, DMG Abu l-Ḥasan Ṯābit b. Qurra b. Marwān aṣ-Ṣābiʾ al-Ḥarrānī) war ein sabischer Mathematiker, Astronom, Astrologe, Magier, Physiker, Mediziner und Philosoph, der in Europa unter der latinisierten Form des Namens Thebit bekannt ist.
Die Vorfahren von Thabit ibn Qurra gehörten den Sabiern von Harran an, den Anhängern alter mesopotamischer Gestirnsreligionen. Unter Berufung auf die Suren 2:62 und 6:69 des Korans waren sie als Buchreligion geduldet.
Sie befassten sich intensiv mit Astronomie/Astrologie, Magie und Mathematik. Nach dem kitab Ihwan as-Safa, einer arabischen Enzyklopädie des 10. Jhdts., sollen sie Hermes Trismegistos als Propheten angesehen haben. Auch Thabit befasste sich mit allen Zweigen von Wissenschaft, Esoterik und Philosophie, da er alles als eine Einheit sah. Sein hermetisches Werk De Imaginibus hatte großen Einfluss im Mittelalter und der Renaissance.
In jungen Jahren soll er in Harran Geldwechsler gewesen sein. Seine mathematische Begabung fiel Muhammad bin Musa bin Shakir, einem der Banu-Musa-Brüder, auf, der ihn zu Studien an das Haus der Weisheit in Bagdad berief. Später war er Hofastronom des Kalifen al-Mu'tadid bi-'llah.
In der Gegend von Harran sprach man bevorzugt Syrisch, eine Form des Aramäischen, und Griechisch. Thabit ibn Qurra übersetzte griechische Werke von Archimedes und Apollonios von Perge ins Arabische und kommentierte Die Elemente von Euklid (von denen er eine Ausgabe basierend auf der Übersetzung und in Zusammenarbeit mit Ishāq ibn Hunain herausgab), den Almagest und die Geographia von Ptolemäus, medizinische Werke von Galenos von Pergamon und Hippokrates von Kos. Thabits Übersetzung eines verlorenen Werkes von Archimedes über das reguläre Heptagon wurde erst im 20. Jahrhundert entdeckt. Daneben verfasste er eigene Werke über Mathematik, Astronomie und Physik.

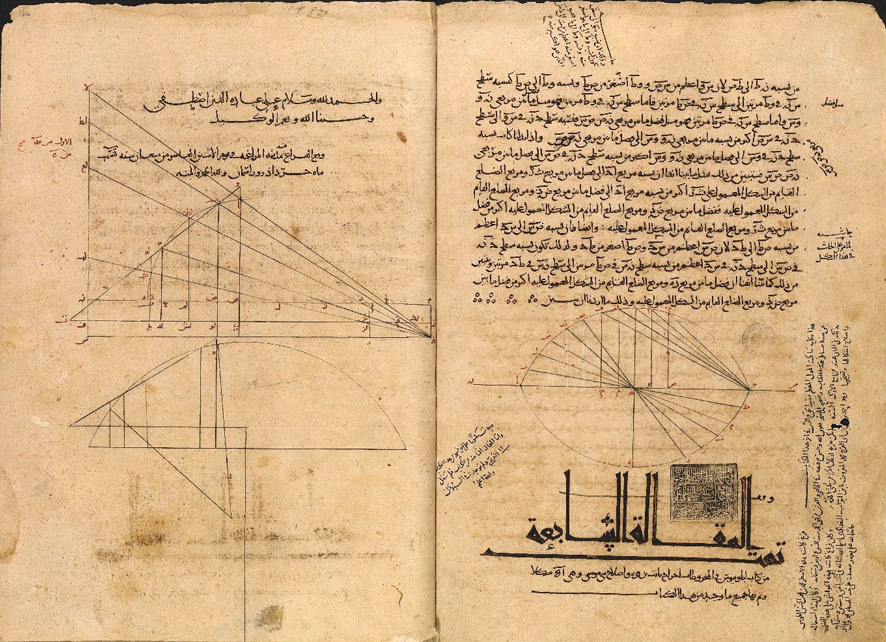
Thabits arabische Übersetzung der "Conica" von Apollonios

In der Mathematik befasste er sich u. a. mit der Verallgemeinerung des Satzes von Pythagoras, dem Parallelenaxiom, Magischen Quadraten und Zahlentheorie, bekannt ist sein Satz über Befreundete Zahlen (siehe auch Thabit-Zahl). Die Theorie der Befreundeten Zahlen ist eine Weiterentwicklung der Arithmetik von Nikomachos von Gerasa.
Vom astronomischen Werk Thabits sind acht Bücher überliefert. Er war maßgeblich an der Entwicklung der islamischen Astronomie beteiligt, insbesondere an der Mathematisierung von Theorie und Auswertung der Beobachtungen. Nikolaus Kopernikus übernahm den Wert des siderischen Jahres von 365 Tagen 6 Stunden 9 Minuten und 12 Sekunden (Abweichung 2 Sek.) aus ibn Qurras Über das Sonnenjahr. Die irrige Theorie der Trepidation der Äquinoktien, die auch noch bei Kopernikus verwandt wird, wird im Allgemeinen Thabit zugeschrieben (Über die Bewegung der achten Sphäre), doch wird sie schon von Theon von Alexandria erwähnt.
Das Kitab fi’l-qarastun wurde von Gerhard von Cremona ins Lateinische übersetzt und diente im Mittelalter als Lehrbuch der Mechanik.
Seine Nachkommen waren ebenfalls bedeutende Gelehrte. Sein Sohn Sinan ibn Thabit war Arzt, der Aufseher über alle öffentlichen Hospitäler in Bagdad. Sein Enkel Ibrahim ibn Sinan ibn Thabit ist bekannt für seine Berechnungen für die Errichtung von Sonnenuhren.
Ihm zu Ehren wurde ein Mondkrater Thebit genannt.

## Anmerkung
1. ↑  In der Literatur findet man häufig auch 836 A.D. als Geburtsjahr

| Personendaten    | Personendaten                                                                          |
| ---------------- | -------------------------------------------------------------------------------------- |
| NAME             | Thabit ibn Qurra                                                                       |
| ALTERNATIVNAMEN  | Abu l-Hasan Thabit ibn Qurra ibn Marwan as-Sabi' al-Harrani                            |
| KURZBESCHREIBUNG | syrischer Mathematiker, Astronom, Astrologe, Magier, Physiker, Mediziner und Philosoph |
| GEBURTSDATUM     | 826                                                                                    |
| GEBURTSORT       | Harran, Türkei                                                                         |
| STERBEDATUM      | 18. Februar 901                                                                        |
| STERBEORT        | Bagdad, Irak                                                                           |